# Pettendorf
Pettendorf è un comune tedesco di 3 274 abitanti, situato nel land della Baviera.